# Reinhardtsgrimmaer Heide

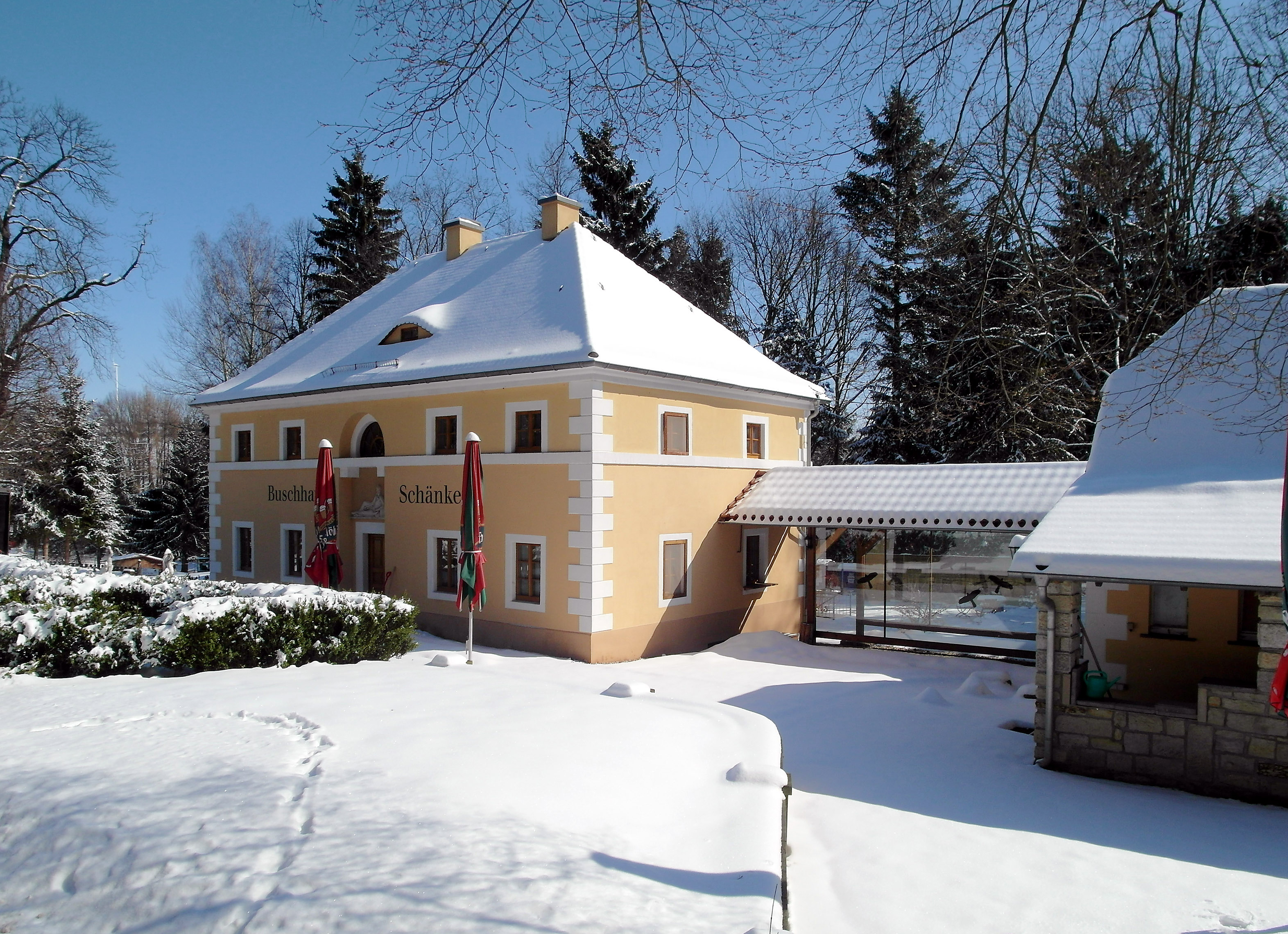
Buschhaus-Schänke bei Reinhardtsgrimma

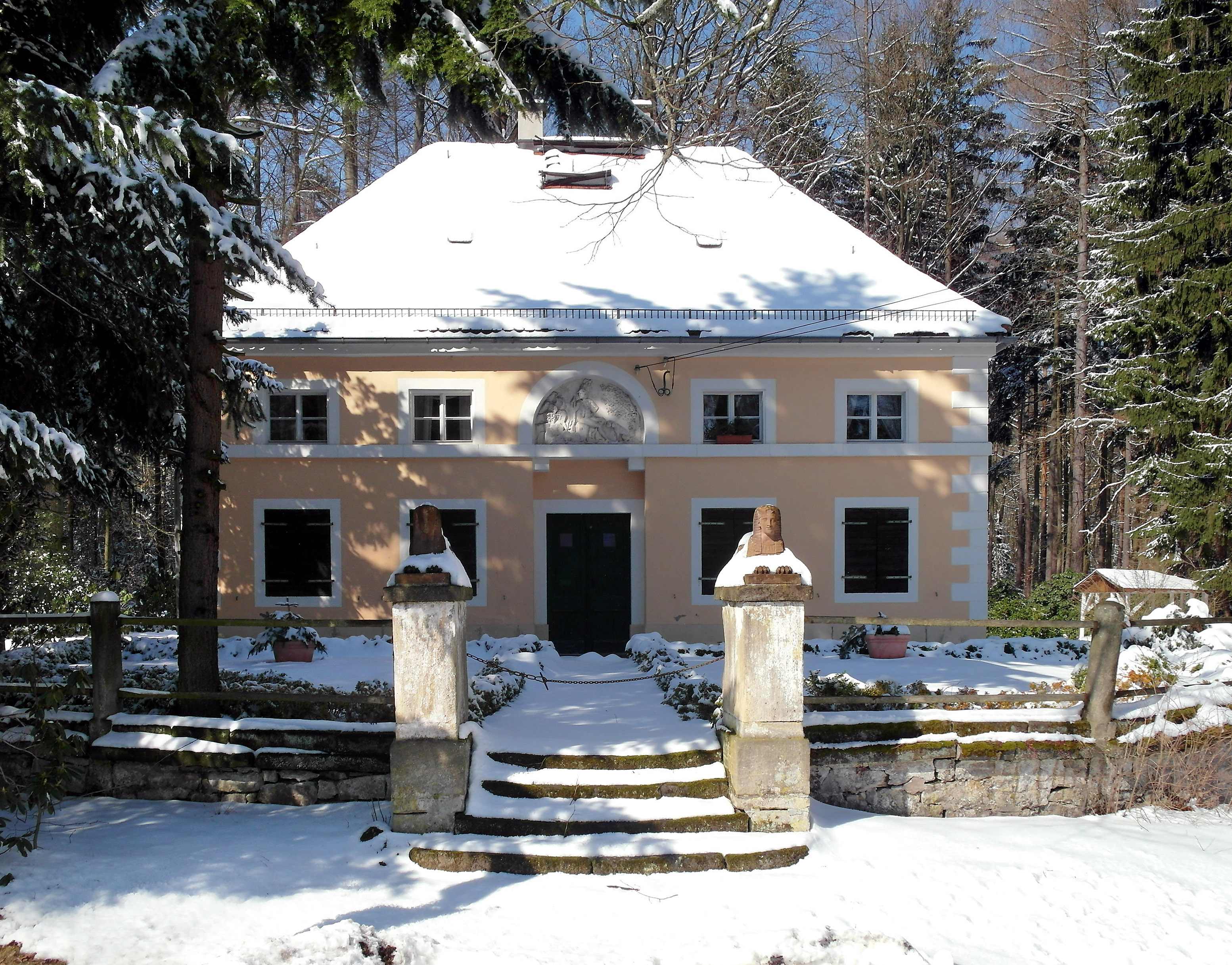
Buschhaus gegenüber der Buschhaus-Schänke

Die Reinhardtsgrimmaer Heide ist ein sächsisches Waldgebiet im Landkreis Sächsische Schweiz-Osterzgebirge. Sie erstreckt sich über eines der inselförmigen Kreide-Sandsteinrelikte im Osterzgebirge.

## Lage
Dieses Waldgebiet erstreckt sich östlich der Gemeinde Reinhardtsgrimma auf einem Höhenzug, der sich zwischen den Tälern des Lockwitzbaches und der Müglitz befindet. Sein Baumbestand reicht an beiden Hängen bis zur Talsohle und ist durch einige forstwirtschaftliche Schneisen erschlossen.
Eine Landstraße führt vom nördlich gelegenen Hausdorf kommend durch die Reinhardtsgrimmaer Heide in südwestliche Richtung nach Reinhardtsgrimma. Kurz nach Haudorf gabelt sie sich und der Abzweig führt in das Müglitztal nach Schlottwitz herab. Dort mündet sie am Bahnhof Niederschlottwitz in die Müglitztalstraße S 178. Eine weitere Straßengabelung existiert im Wald südlich der Buschhäuser. Hier zweigt eine Seitenstraße nach Cunnersdorf ab, auf der man nach Luchau und Glashütte gelangt.
Die höchsten Geländepunkte liegen im Ostteil des Forstes (352,8 m) und an den Buschhäusern (345,1 m). Das Waldareal liegt auf einer nur mit geringem Relief geprägten Quadersandsteinebene. Den markantesten Profileinschnitt bildet das Tälchen des Schlottwitzbaches.

## Besiedlung
Nördlich und südlich der Reinhardtsgrimmaer Heide liegen zwei Dörfer, Hausdorf und Cunnersdorf, deren Felder unmittelbar an das Waldgebiet grenzen. In der Heide stehen an der hindurchführenden Landstraße die beiden klassizistischen Buschhäuser. Am Südrand des Waldgebietes haben sich Siedler eine Häusergruppe errichtet.

## Flora und Fauna
Der Baumbestand ist überwiegend durch Kiefern und Fichten geprägt, der in seinem Unterholz nur wenige Pflanzenarten aufweist. Es kommen jedoch auch Lärchen und Birken vor. An den Talhängen finden sich Büsche (Faulbaum) und Laubbäume. Im südwestlichen Abschnitt gab es ein Moor, das wegen seiner Austrocknung heute kaum noch erkennbar ist. Hier gab es Torfmoose, Schmalblättriges Wollgras und das Scheiden-Wollgras. Ferner wachsen hier vorrangig Pfeifengras, Siebenstern-Sorten und Rotstängelmoos. In Polstern tritt Zypressenschlafmoos auf. Die Pflanzengesellschaft entsprechen einem sauren Boden, der für den Sandsteinuntergrund typisch ist.
Neben Adlerfarn gibt es einige wenige weitere markante Bodenpflanzen. Es sind die Draht-Schmiele, Heidekraut, Heidelbeere, Preiselbeere und Wolliges Reitgras.
Im Waldgebiet leben Wildschweine.

## Geologie und Hydrologie

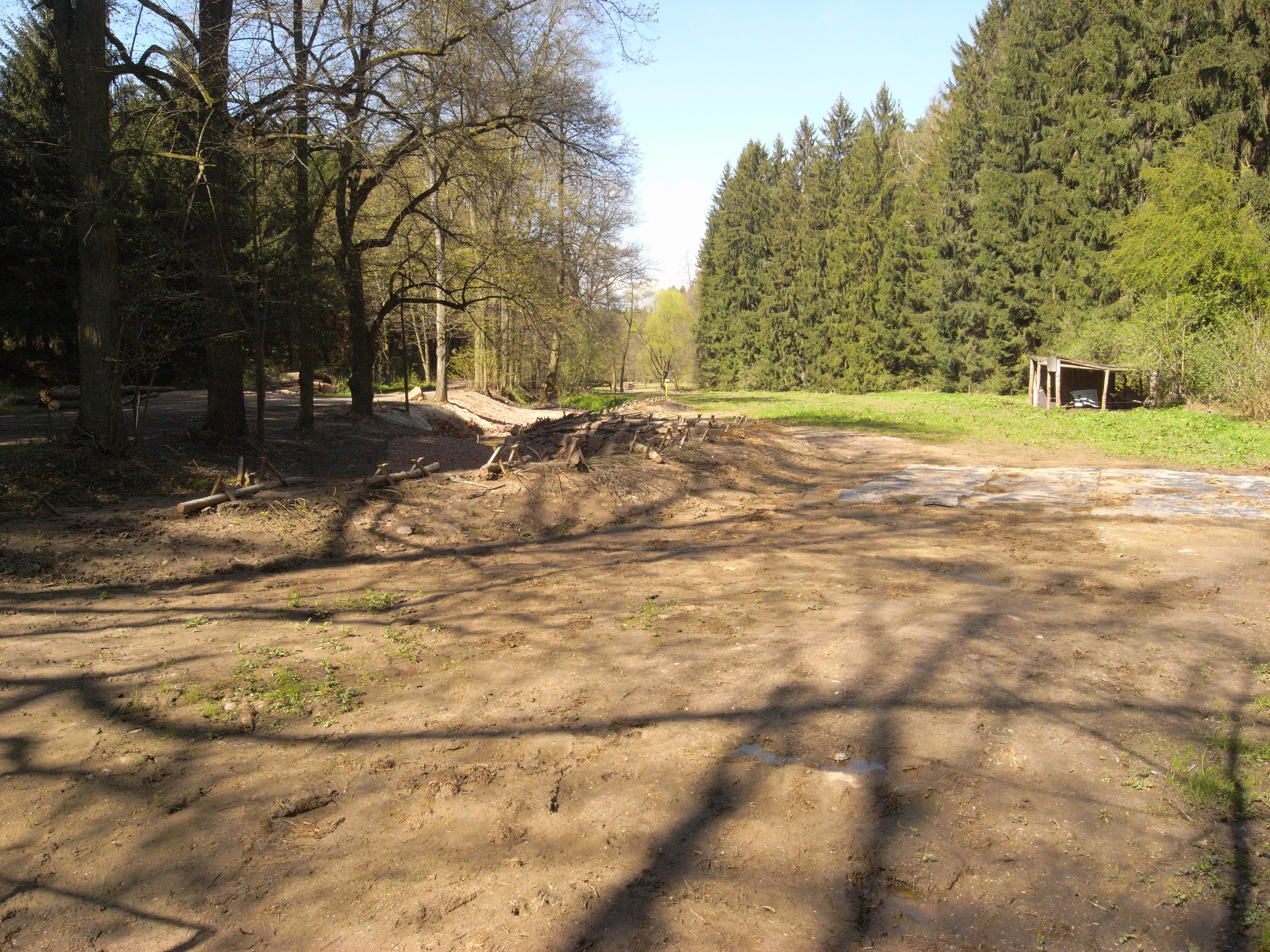
Tal des Cunnersdorfer Bachs (Dorfgründel)

Die Reinhardtsgrimmaer Heide liegt teilweise auf einem kretazischen Sandsteinrelikt, das eines der südlichsten Fragmente in der Elbtalkreide darstellt und mit dem Elbsandsteingebirge eine gemeinsame Entstehungsgeschichte besitzt. An der Basis des Quadersandsteins sind fluvialtile Gerölle und Sandschichten der Niederschöna-Formation vertreten. Der aufliegende Quadersandstein ist hell, fast weiß und sehr fest, und gehört dem unteren Cenomanium an. In geringen Mengen treten im Sandstein Pyrit, Rutil, Turmalin und Zirkon sowie knollenartige Konkretionen von dunklen Eisenmineralen auf. Bei den Buschhäusern ist der Sandstein stellenweise abgetragen und ein Gneis steht an. Der Schlottwitzbach hat sich durch die Sandsteindecke durchgearbeitet und legte dabei rhyolithische Gesteine frei, die auch den Bergsporn an der Burgruine Grimmstein bilden.
Der südliche Zipfel der Heide endet mit der Flurbezeichnung „Auf dem Sande“. Dort lagern Kiese aus Quarz mit geringen Anteilen dunkler Klasten aus Schiefern und Kieselschiefern, seltener von Rhyodaziten und grauem Gneis. Einige Meter nördlich davon, bei den Neuen Häusern treten in den Geröllen vereinzelt Amethyste und Achate auf.
Der natürliche Wasserabfluss erfolgt in östliche Richtung. Der Schlottwitzbach (auch Cunnersdorfer Bach genannt) nimmt auf der Kammlage des Höhenrückens die Bachläufe des Dorfgründels und des Vorderen und Hinteren Gründels auf. Zwei von ihnen fließen ihm aus südlicher Richtung von der Flur Cunnersdorf kommend zu.
Das Quellgebiet vom Schlottwitzbach liegt oberhalb von Hausdorf. In seinem Unterlauf nimmt er einen weiteren kurzen Bach auf. Schließlich mündet er in die Müglitz.

## Nutzung
Das Gebiet der Reinhardtsgrimmaer Heide dient vorrangig der forstlichen Nutzung. In einem der beiden Buschhäuser befand sich eine Gastwirtschaft. Im nahen Umfeld gibt es einen Spielplatz mit Holzfiguren aus bekannten Märchen.
Im nordöstlichen Randbereich des Waldes befinden sich mehrere kleine Steingewinnungsstellen, die dem regionalen Bedarf dienten. Der größte Bruch war der Naake’sche Steinbruch des gleichnamigen Gutsbesitzers von Maxen. Er lieferte aus seiner tieferen Banklage einen weißen und überwiegend feinkörnigen Sandstein. Nur in geringem Maße ist in seiner unteren Werksteinbank das Korngefüge grob bis konglomeratisch. Gefertigt wurden daraus Mauerquader, Trittstufen und Platten. Das Steinbruchsgelände ist verfüllt und überbaut.
In der Flur „Auf dem Sande“ in Richtung Cunnersdorf baute man in mehreren Kiesgruben konglomeratischen Gerölle ab. Diese Sedimente der Niederschönaer-Formation besitzen nur eine geringe Kornbindungsfähigkeit und zerfielen durch die Witterung sehr leicht, was den Abbau sehr erleichterte. Die Kiesgruben sind später verfüllt worden.

## Sehenswürdigkeiten
- Buschhäuser

Die Buschhäuser sind zwei klassizistische Jagdgebäude mit nur einem Geschoss, die 1810 bis 1811 nach den Entwürfen von Gottlob Friedrich Thormeyer erbaut wurden. Sie gehörten dem dänischen Gesandten und bevollmächtigten Minister am Hof von Sachsen, Friedrich Ludwig Ernst von Bülow, und ursprünglich zu seinem Besitz Schloss Reinhardtsgrimma. Beide Gebäude tragen ein Walmdach und ihr Eingang ist mit jeweils einem Tonrelief verziert. Beide Arbeiten stammen wahrscheinlich von Ferdinand Pettrich, dem Sohn von Franz Pettrich. An der Rückseite des Herrenhauses führt eine Allee von Eichen zu einem 100 Meter entfernten historischen Schießstand (1830).
- Wegesäule an der durch die Heide führende Landstraße zwischen Hausdorf nach Reinhardtsgrimma
- Steinbrücke einer alten Landstraße im Tal des Cunnersdorfer Bachs
- Ausblicke in das Osterzgebirge vom Südrand des Waldes
- Relikte der Burg Grimmstein

Ausgewählte Sehenswürdigkeiten
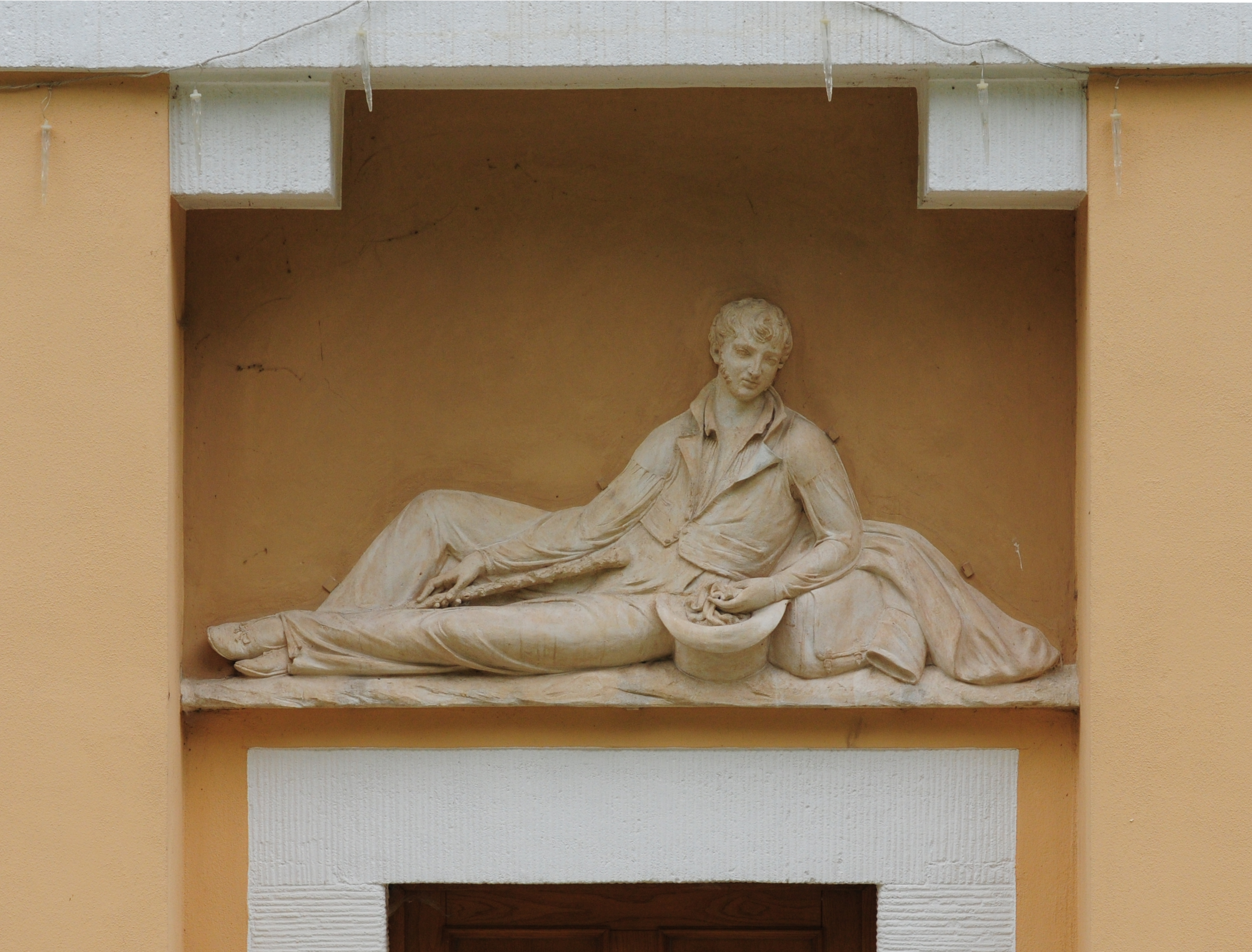
Architekturschmuck an der Buschhaus-Schänke
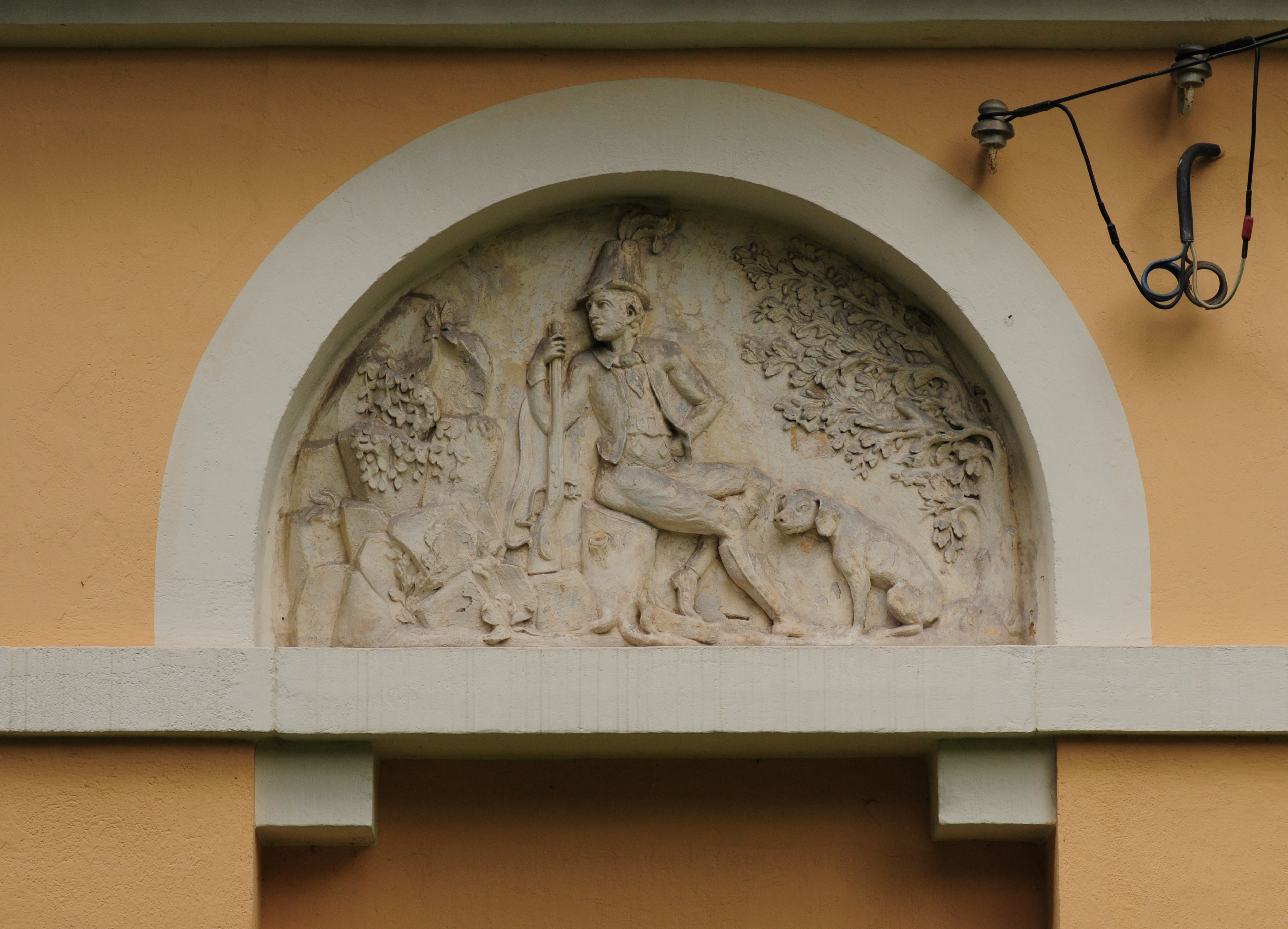
Architekturschmuck am Jagdhaus
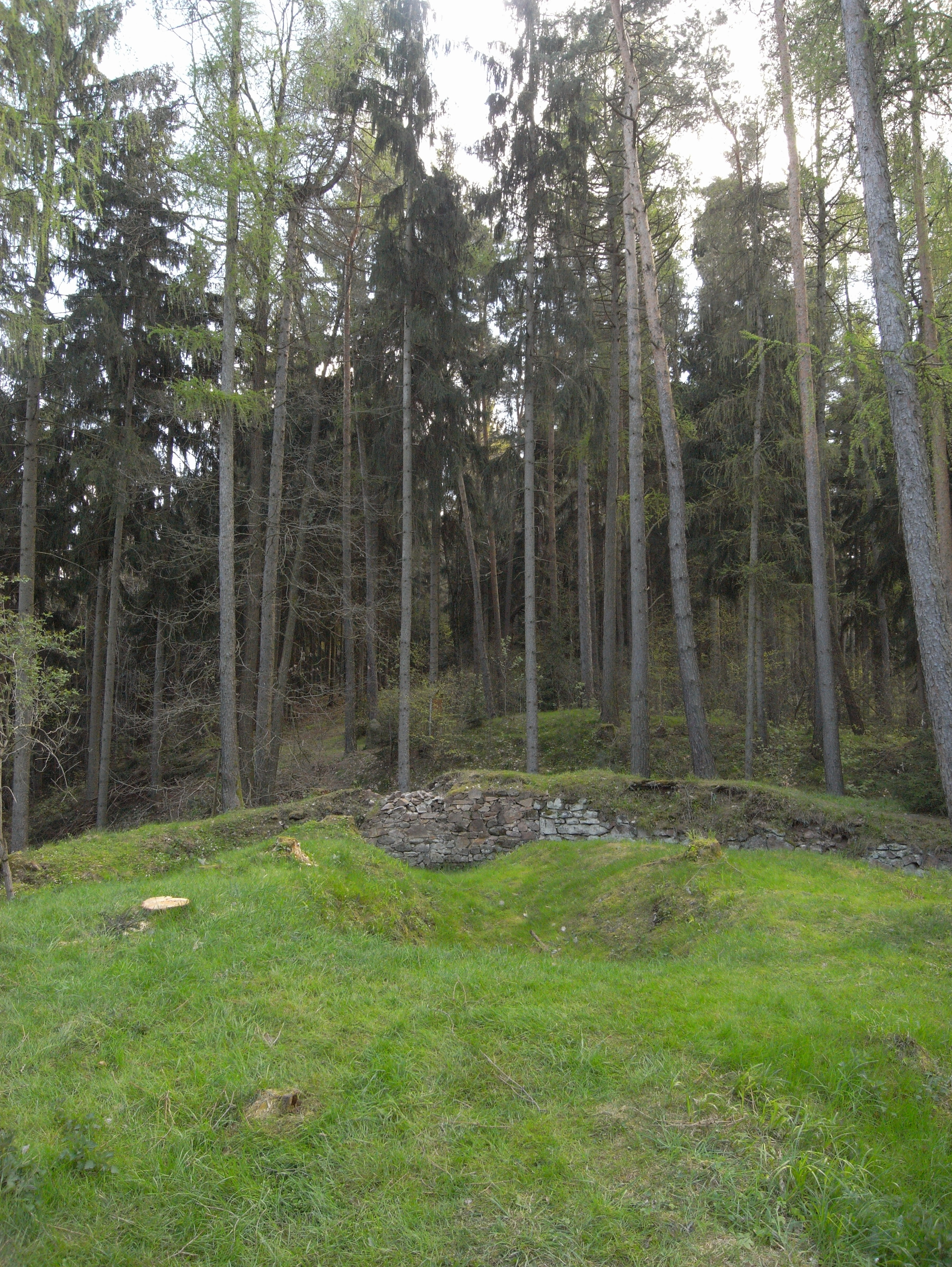
Relikte der Burganlage Grimmstein
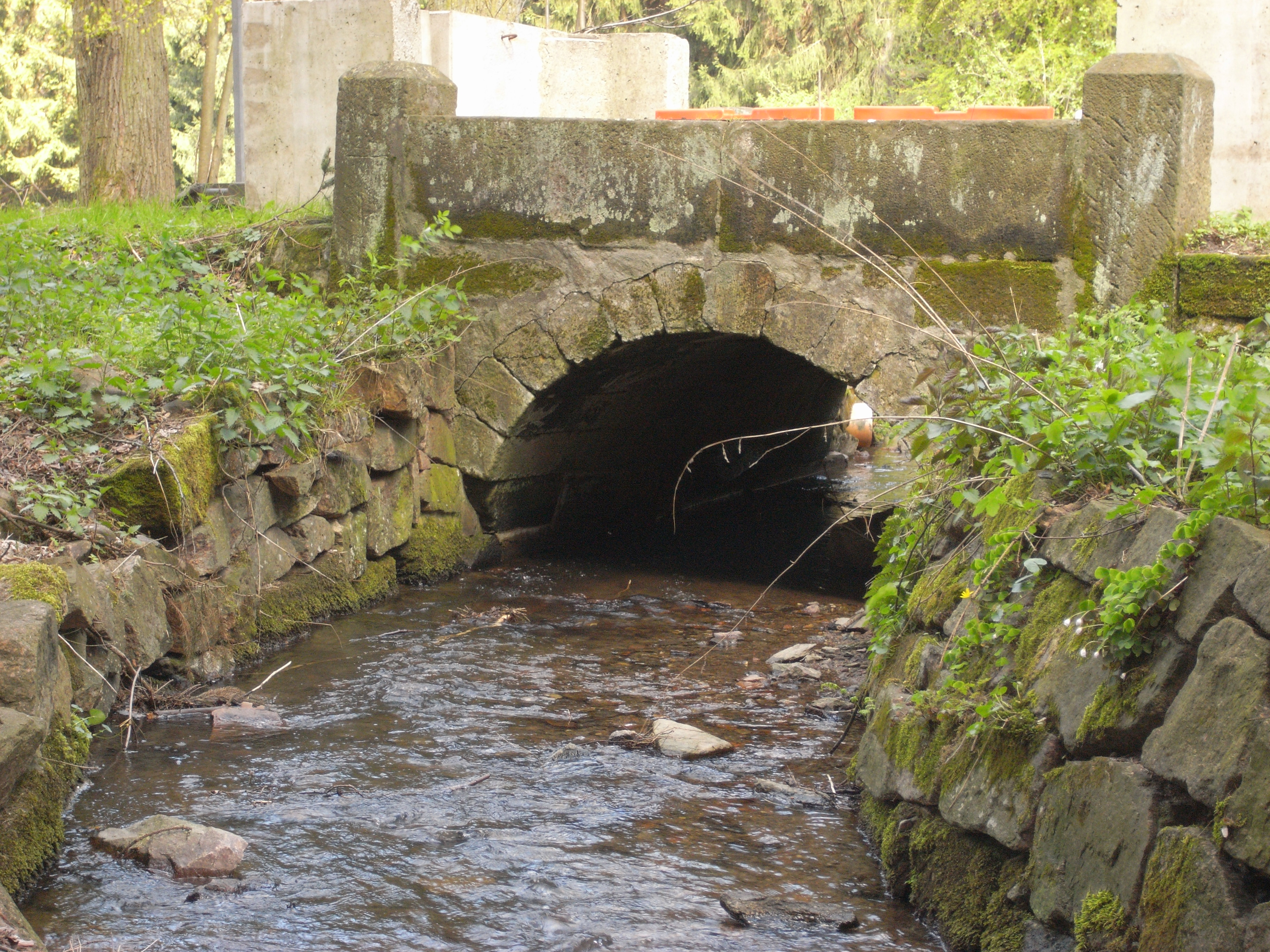
Steinbrücke über den Cunnersdorfer Bach
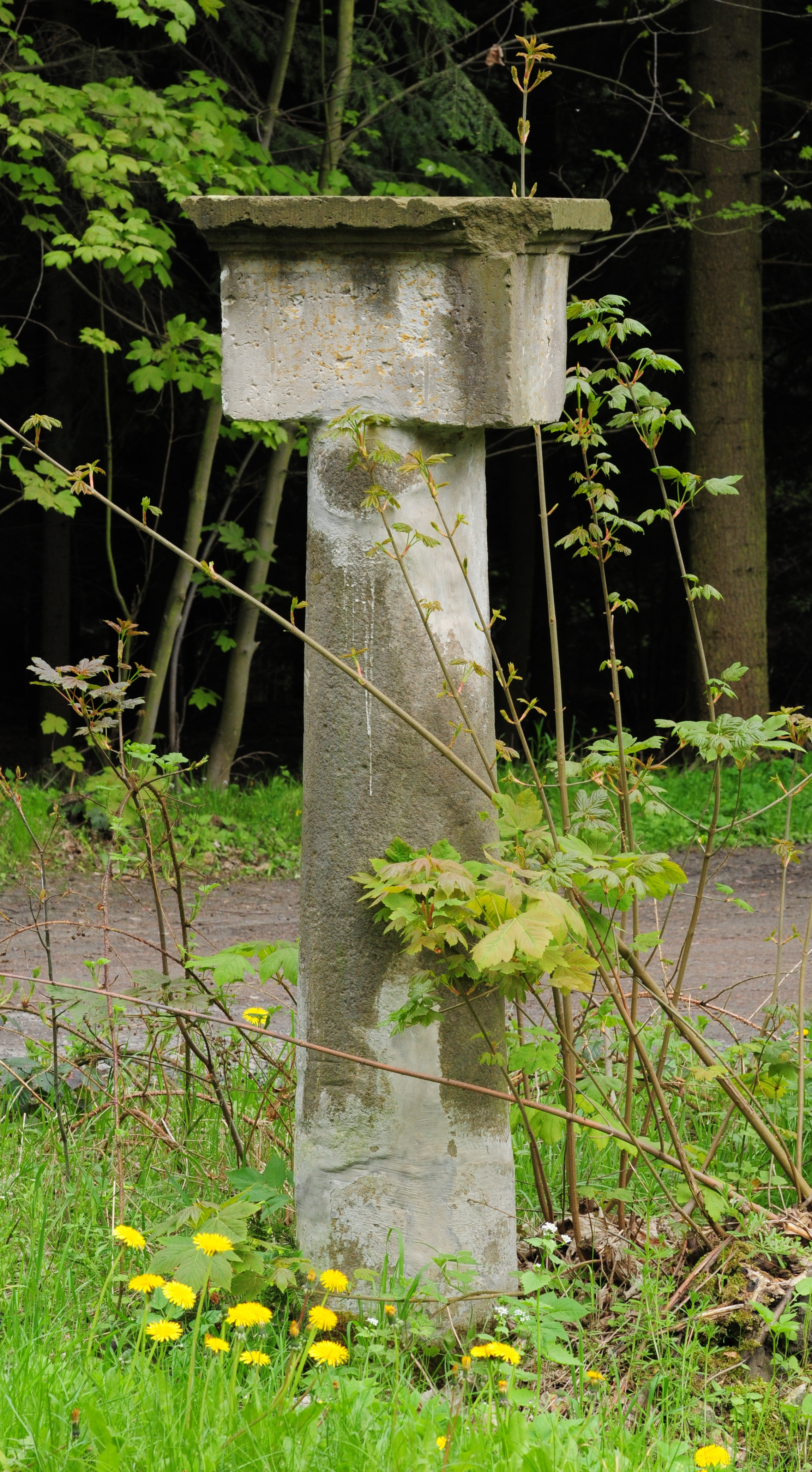
Wegesäule
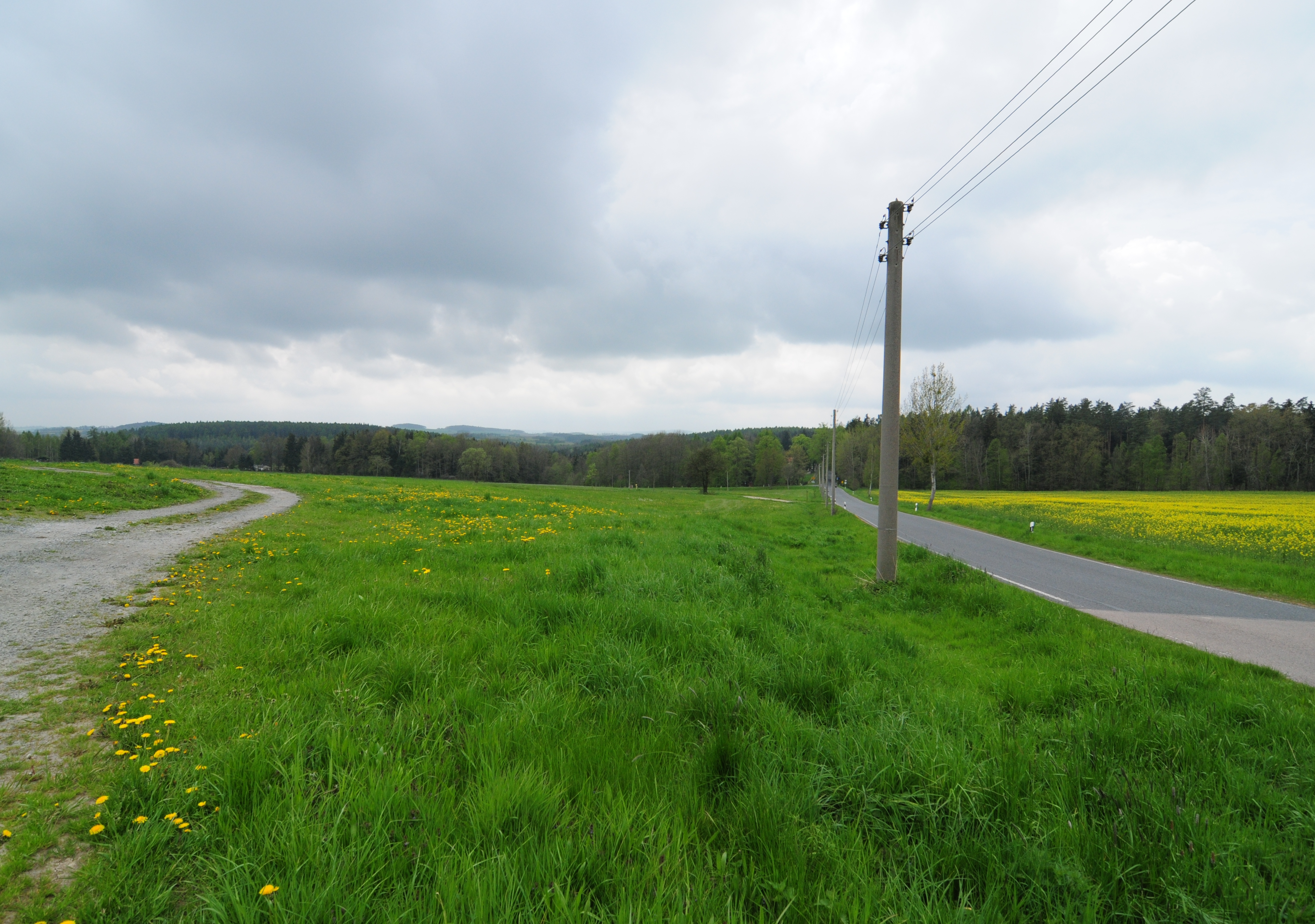
Blick vom Norden auf das Waldgebiet und ins Osterzgebirge